# كأس بوتسوانا
كأس بوتسوانا وتسمى رسمياً (كأس المنافسة لاتحاد كرة القدم) (بالإنجليزية: FA Challenge Cup)‏ ، هي بطولة رسمية لكرة القدم في بوتسوانا أسست من قبل اتحاد بوتسوانا لكرة القدم ، أسست سنة 1968م.

## وصلة خارجية
- RSSSF competition history